# Claus Bjørn Larsen
Claus Bjørn Larsen, né en 1963 à Holbæk, est un photojournaliste danois. Il est récipiendaire du World Press Photo of the Year.

## Biographie
Larsen est né en 1963 à Holbæk et a obtenu son diplôme en 1983, après quoi il a commencé à travailler comme photographe indépendant. En 1984, il travaille bénévolement dans la chambre noire d'Ekstra Bladet. En 1986, il entre en apprentissage chez BT et, en 1989, il s'inscrit à l'École danoise de journalisme d'Aarhus, où il se spécialise dans le photojournalisme.
Il devient photographe pour Ekstra Bladet en 1989. En 1996, il commence à travailler pour Berlingske Tidende, où il est nommé photographe en chef en 1999. En 2009, il quitte le journal pour ouvrir sa propre entreprise, Photobyclausbjoern aps.
Son travail est centré sur les guerres et les conflits en Israël, en Irak, dans les Balkans et en Afghanistan, ainsi que sur des reportages en Union soviétique et aux États-Unis. En 2000, il raconte au Washington Post sa photo d'un réfugié albanais du Kosovo blessé, la tête bandée et les yeux fixes, qui a été sélectionnée parmi 44 000 photos du monde entier pour le World Press Photo of the Year : « J'ai essayé de lui parler, mais il était dans une sorte de transe. J'ai pris quatre ou cinq photos et il a disparu »,.